# Kloster Nonenque
Das Kloster Nonenque (auch: Noningues) war von 1146 bis 1790 eine Zisterzienserinnenabtei und ist seit 1927 ein französisches Kartäuserinnenkloster in Marnhagues-et-Latour im Département Aveyron der Region Okzitanien.

## Geschichte
Der Abt des Zisterzienserklosters Sylvanès gründete 1146 in seiner Nachbarschaft das Zisterzienserinnenkloster Nonenque, das mit Nonnen aus Kloster Bellecombe besiedelt wurde. 1219 gründete es seinerseits das Priorat Cayssac bei Rodez,. sowie 1257 das Priorat Saint-Sulpice 1232 wurde es zur Abtei erhoben. Diese verfügte über 10.000 Hektar Land, acht Grangien und (seit 1170) über eine Sommerresidenz für die Äbtissin in Saint-Jean-d’Alcas (heute: Saint-Jean-et-Saint-Paul). Im Laufe der Jahrhunderte wurde das Kloster mehrfach zerstört und der Konvent zerstreut, jedoch immer wieder auch versammelt und aufgebaut, bis zur endgültigen Schließung durch die Französische Revolution im Jahre 1790. 1927 kauften die Kartäuserinnen des Klosters Le Gard das Gebäude und richteten eine von zwei heutigen weiblichen Kartausen auf französischem Boden ein. André Margerit (1930–2012) schrieb den Roman La Dame de Nonenque (1992).